# Louis Mathieu, Conde Molé
Louis Mathieu, Conde Molé (Paris, 24 de Janeiro de 1781 - 23 de Novembro de 1855) foi um político francês. Ocupou o cargo de primeiro-ministro da França.

## Biografia
Molé nasceu em Paris. Seu pai, um presidente do parlamento de Paris foi guilhotinado durante o Terror. Os primeiros dias do Conde Molé foram passados na Suíça e na Inglaterra com sua mãe, uma parente de Lamoignon-Malesherbes.
Em seu retorno à França, estudou na Ecole Centrale des Travaux Publics, e sua educação social foi realizada no salão de Pauline de Beaumont, amiga de Châteaubriand e Joubert. Um volume de Essais de morale et de politique apresentou-o ao conhecimento de Napoleão, que o anexou à equipe do conselho de estado. Tornou-se mestre de pedidos em 1806, e no ano seguinte prefeito da Côte-d'Or, Conselheiro de Estado e Diretor-Geral de Pontes e Estradas em 1809, e Conde do Império no outono do mesmo ano.
Ele serviu como conselheiro de Napoleão em assuntos judaicos e esteve fortemente envolvido com a reunião de Napoleão de um Grande Sinédrio judeu em 1807. Mole inicialmente não apoiou a emancipação judaica, embora pareça ter moderado sua posição ao longo de seu envolvimento com o Sinédrio e particularmente Abraão Furtado.
Em novembro de 1813, tornou-se Ministro da Justiça. Embora tenha reassumido suas funções como Diretor-Geral durante os Cem Dias, ele se desculpou de ocupar seu assento no Conselho de Estado e aparentemente não ficou seriamente comprometido, pois Luís XVIII confirmou sua nomeação como Diretor-Geral e o fez par da França. Molé apoiou a política do duque de Richelieu, que em 1817 lhe confiou a direção do Ministério da Marinha, que ocupou até dezembro de 1818.
A partir de então, pertenceu à oposição moderada e aceitou sem entusiasmo o resultado da revolução de 1830. Foi Ministro dos Negócios Estrangeiros no primeiro gabinete do reinado de Luís Filipe, e foi confrontado com a tarefa de conciliar as potências europeias com a mudança de governo. A verdadeira direção dos negócios estrangeiros, no entanto, estava menos em suas mãos do que nas de Talleyrand, que havia ido para Londres como embaixador do novo rei.
Depois de alguns meses no cargo, Molé se aposentou, e só em 1836 a queda de Thiers o levou a se tornar primeiro-ministro de um novo governo, no qual detinha a pasta das relações exteriores. Uma de suas primeiras ações foi a libertação dos ex-ministros de Carlos X, e teve que lidar com as disputas com a Suíça e com o golpe de Luís Napoleão em Strasburg. Ele retirou a guarnição francesa de Ancona, mas seguiu uma política ativa no México e na Argélia.
Diferenças pessoais e políticas surgiram rapidamente entre Molé e seu principal colega, Guizot, e levaram a uma ruptura aberta em março de 1837 diante da oposição geral a uma concessão ao duque de Nemours. Depois de algumas tentativas de conseguir uma nova combinação, Molé reconstruiu seu ministério em abril, sendo excluído Guizot. A eleição geral do outono não lhe deu nenhum novo apoio na Câmara dos Deputados, enquanto ele agora tinha que enfrentar uma formidável coalizão entre Guizot, o Centro de Esquerda de Thiers e políticos da Esquerda Dinástica e da Esquerda Republicana. Molé, apoiado por Luís Filipe, manteve-se firme contra a hostilidade geral até o início de 1839, quando, após acirradas discussões sobre o discurso, a câmara foi dissolvida. A nova casa mostrou pouca mudança na força dos partidos, mas Molé renunciou em 31 de março de 1839.
Um ano depois, foi eleito para a Académie française e, embora continuasse a falar com frequência, não teve participação importante na política partidária. Louis Philippe buscou sua ajuda em seus vãos esforços para formar um ministério em fevereiro de 1848. Após a revolução, foi deputado da Gironde à Assembleia Constituinte e, em 1849, à Assembleia Legislativa, onde foi um dos líderes da direita até que o golpe de estado de 2 de dezembro de 1851 o afastou da vida pública.
Ele morreu no castelo da família de Champlâtreux em Épinay (Seine-et-Oise) em 23 de novembro de 1855 e foi enterrado na pequena igreja da aldeia.